# Семёновка (Липоводолинский район)
Семёновка (укр. Семенівка) — село,
Семеновский сельский совет,
Липоводолинский район,
Сумская область,
Украина.
Код КОАТУУ — 5923286201. Население по переписи 2001 года составляло 797 человек.
Является административным центром Семеновского сельского совета, в который, кроме того, входит село
Новосеменовка.

## Географическое положение
Село Семёновка находится на правом берегу реки Хорол, недалеко от её истоков,
ниже по течению на расстоянии в 2 км расположено село Новосеменовка.

## История
- Первые упоминания о селе Семёновка относятся к XVII веку.

## Экономика
- Молочно-товарная ферма.
- «Красный лан», сельхозпредприятие.
- «Семёновское», ЧП.

## Объекты социальной сферы
- Школа.
- Дом культуры.
- Детсад.
- Клуб.